# Balthazar River (vattendrag i Grenada)
Balthazar River är ett vattendrag i Grenada.   Det ligger i parishen Saint Andrew, i den centrala delen av landet, 13 km nordost om huvudstaden Saint George's. Balthazar River ligger på ön Grenada.